# Placencja z Antiochii
Placencja z Antiochii (ur. 1235, zm. 1261) – księżniczka antiocheńska, trzecia żona króla Cypru Henryka I, w latach 1253–1261 regentka Królestwa Jerozolimskiego i Cypru.
Była córką Boemunda V i jego drugiej żony Luciany; tym samym siostrą Boemunda VI. W 1250 roku poślubiła Henryka I Cypryjskiego i urodziła mu syna, Hugona II, który w 1253 roku, po śmierci ojca, jako dziecko, odziedziczył tron Cypru oraz pretensje do tronu Jerozolimy, rządzonej wówczas przez inne dziecko, Konradyna Hohenstaufa.
W 1254 roku, jako wdowa, poślubiła Baliana z Ibelinu, syna Jana z Arsuf, ale para rozwiodła się w roku 1258. W tym samym roku Boemund VI sprowadził Placencję i Hugona II do Akki i zażądał ogłoszenia ich królową i królem Jerozolimy. Hugona poparł Jan z Ibelinu, hrabia Jafy, templariusze i Krzyżacy, a Konradyna – Szpitalnicy i różni prawnicy. Hugonowi nie udało się zdobyć korony jerozolimskiej, ale i tak z racji urodzenia, był on następcą tronu i odziedziczyłby tron w razie bezdzietnej śmierci Konradyna. Placencja została mianowana regentką rządzącą Jerozolimą w imieniu Konradyna i 1 maja 1260 roku powierzyła urząd bajlifa jerozolimskiego, Gotfrydowi z Sargines.
Około 1260 została kochanką Jana z Jafy, a rok później, we wrześniu zmarła – wtedy regencja przeszła w ręce Izabeli z Lusignan, żony brata Plesencji i siostry jej pierwszego męża.